# Probalinto

Mapa de los demos de la antigua Ática. El demo de Probalinto se situaba en el este, junto a la costa.

Probalinto (en griego, Προβάλινθος) es el nombre de un demo ático de la Antigua Grecia.
Estrabón dice que formaba parte de la Tetrápolis del Ática, que había sido fundada por Juto y estaba formada, además de por Probalinto, por Énoe, Maratón y Tricorinto.
De Probalinto era Eubulo, un político citado por Demóstenes.